# Orchis anthropophora
Orquídea hombre (Orchis anthropophora) es una orquídea de hábito terrestre que se distribuye por Europa desde Gran Bretaña hasta el Norte de África. Tradicionalmente esta especie se incluía en un género independiente, Aceras, debido a la ausencia de espolón en la flor. No obstante esa diferencia en la morfología, los más recientes trabajos publicados sobre biología molecular en orquídeas europeas lo integran dentro de Orchis.

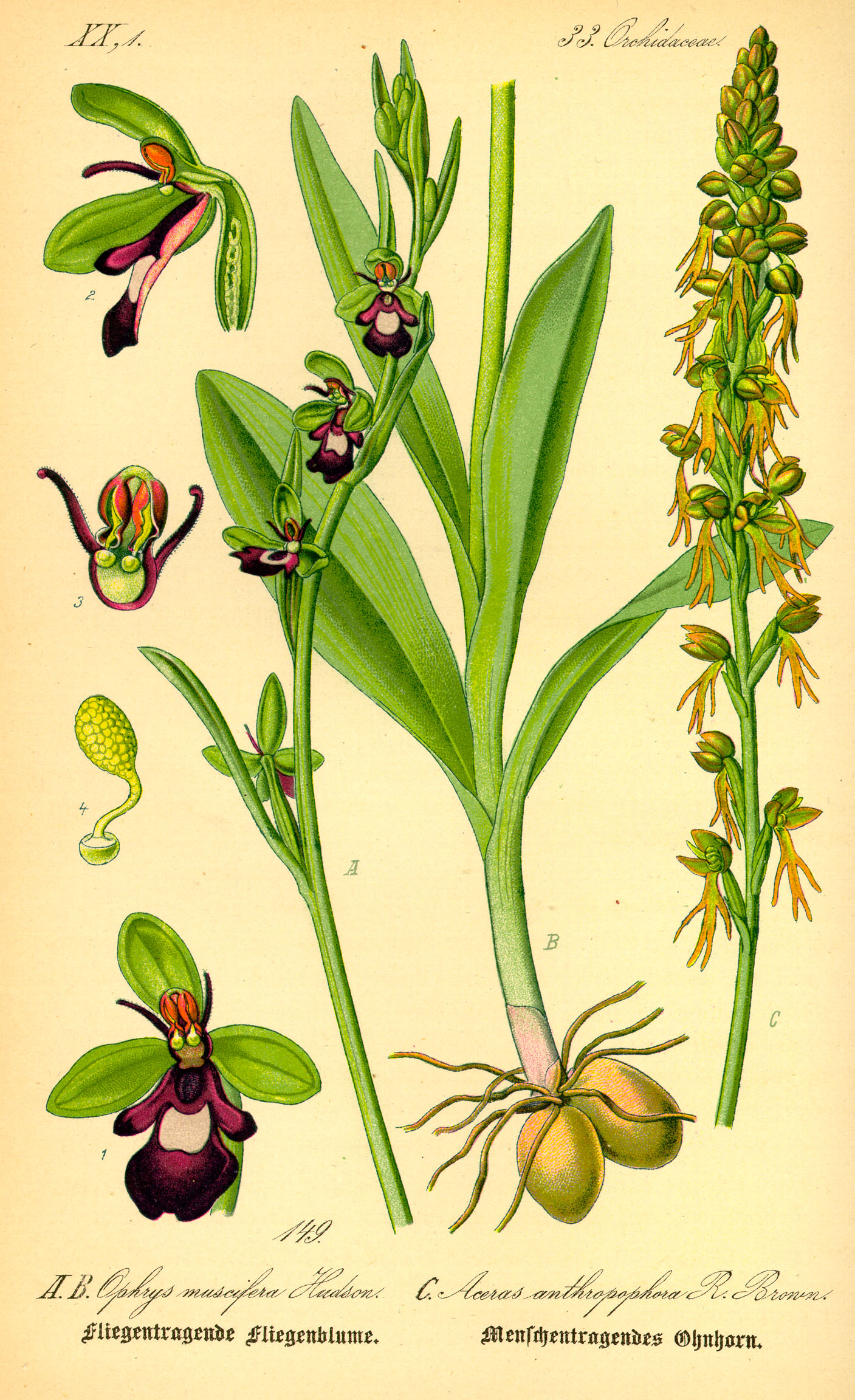
Ilustración

## Descripción
Las hojas que forman una roseta foliar pegadas casi a ras de suelo son oblongas lanceoladas con una longitud de 5 cm, crecen desde el pseudobulbo que tienen un tamaño máximo de 6 cm.

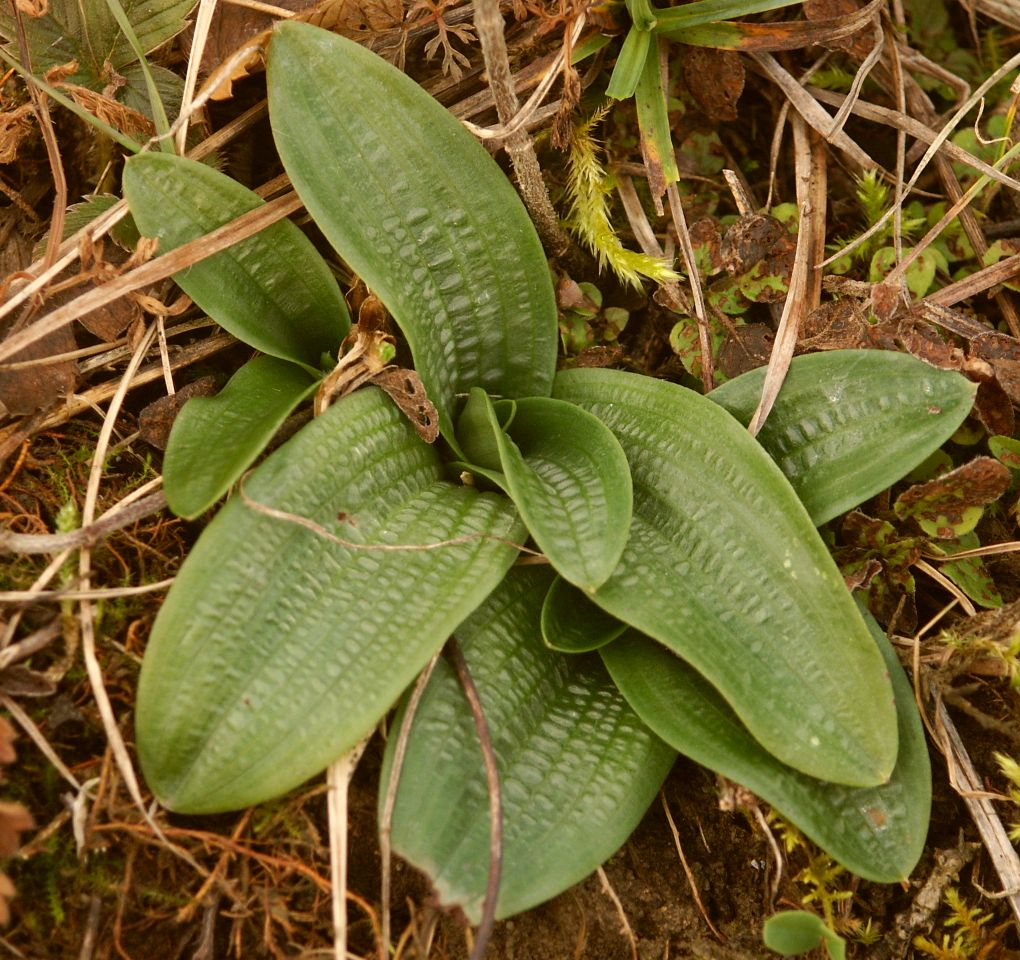
Orchis anthropophora, roseta foliar

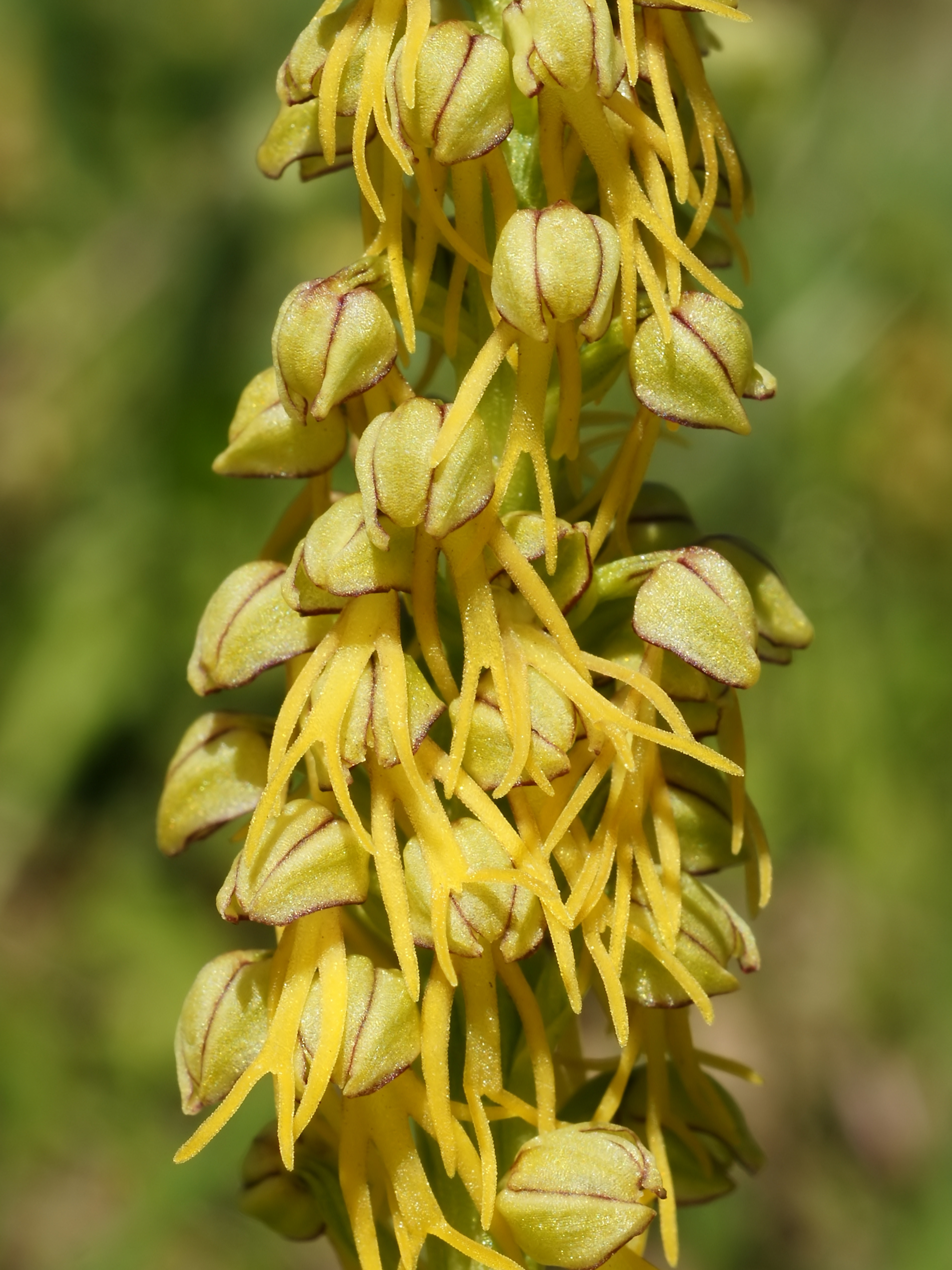
Orchis anthropophora

Las inflorescencias que son erectas en espiga, salen de la roseta basal de hojas y presentan una densa floración con flores pequeñas en las que los tres sépalos, de color verdoso con nerviaciones centrale marrones, están unidos por los bordes con una quinta parte separada por los extremos, formando una especie de casco que cubre la columna. Debajo de este casco sobresale el labelo unas tres veces más largo que los sépalos estrecho y con una indentación profunda que le da aspecto de una lengua viperina, tiene un color del tercio inferior púrpura oscuro y el resto hacia el interior verde, de ambos laterales, le sobresalen dos espolones del mismo color purpureo.

Florece desde abril hasta junio. El color puede variar desde blanco a verdoso y anaranjado.

## Distribución y hábitat
Región mediterránea y Oeste de Europa; por el norte alcanza los Países Bajos y centro de Inglaterra. 
Se desarrolla en prados y terrenos a la luz solar directa o media sombra. Habita en laderas, taludes y escarpes, en suelos sueltos, pedregosos, secos y escasamente desarrollados, con frecuencia cubiertos de un tapis de briófitos y Selaginella denticulata. En España en el parque natural de la Sierra de Grazalema vive en claros del matorral, frecuentemente de Phlomis purpurea y Cistus albidus; resguardado bajo Ulex baeticus u otras matas espinosas cuando el pastoreo es intenso. Puede crecer en matorrales degradados de tipo tomillar. A veces acompañado de Orchis italica y Neotinea maculata. Las pequeñas flores, que carecen de espolón, pero producen néctar que se acumula en una depresión situada en la base del labelo, son polinizadas por abejas de los géneros Eucera y Andrena.

## Taxonomía
Orchis anthropophora fue descrita por (L.) All. y publicado en Flora Pedemontana 2: 148. 1785.
Etimología
Estas orquídeas reciben su nombre del griego όρχις orchis, que significa testículo, por la apariencia de los tubérculos subterráneos en algunas especies terrestres. La palabra orchis la usó por primera vez Teofrasto (371/372 - 287/286 a. C.), en su libro De historia plantarum (La historia natural de las plantas). Fue discípulo de Aristóteles y está considerado como el padre de la Botánica y de la Ecología.
anthropophora: epíteto latíno que hace alusión a que la forma del labelo es parecida a la de un ser humano. 
Sinonimia
- Aceras anthropomorpha (Pers.) Steud. 1840
- Aceras anthropophorum (L.) Sm. 1818
- Arachnites anthropophora F.W.Schmidt 1793
- Loroglossum anthropophorum (L.) Rich. 1818
- Loroglossum brachyglotte Rich. 1818
- Ophrys anthropophora L. 1753
- Orchis anthropophora All. 1785
- Satyrium anthropomorpha Pers. 1807
- Satyrium anthropophora Pers. 1807
- Serapias anthropophora (L.) J. Jundz. 1791
- Aceras anthropomorphum  (Willd.) Sm. in Rees
- Himantoglossum anthropophorum (L.) Spreng.
- Ophrys anthropomorpha Willd.[5]

## Nombres comunes
En español se la conoce como flor de hombre ahorcado, flor del hombre ahorcado, hombrecillos ahorcados, hombre colgado.